# Piolet de oro
El Piolet de oro es un premio de montañismo que otorga un jurado francés desde 1991. A partir de 2008 cambia la forma de entrega de los premios ampliando el número de categorías. Un mes antes dan una lista de nominados. Los premios son entregados en Chamonix-Mont-Blanc.
El jurado está compuesto por la asociación Groupe de Haute Montagne y la revista francesa Montagnes 

## Galardonados
| Año  | Galardonado(s) | Causa |
| ---- | --- | --- |
| 1992 | Andrej Stremfelj Marko Prezelj | Por la apertura de una vía de tres mil metros en el pilar sur del Kangchenjunga (8,476 m, Himalaya).                                                                                           |
| 1993 | Michel Piola Vincent Sprungli | Por la apertura de una vía en roca de extrema dificultad (“Dans l’Oeil du Cyclone”) en la cara este de la Torre Sur del Paine, en Patagonia.                                                   |
| 1994 | Jóvenes de 20 años del Club Francés de Alpinismo | Ascenso a la Cordillera del Pamir. |
| 1995 | Francois Marsigny Andy Parkin | Por la nueva ruta en roca y hielo por encima del Collado de la Esperanza, Cerro Torre. |
| 1996 | Andreas Orgler Heli Neswabba Arthur Wutsher | Por la apertura de numerosas rutas en el área del glaciar Ruth y especialmente por la nueva ruta en la cara sur del Monte Bradley (Alaska).                                                    |
| 1997 | Tomaz Humar Vanja Furlan | Por una nueva ruta en la cara este del Ama Dablam. |
| 1998 | Equipo Ekaterinburg de Sergey Efimov | Por el primer ascenso a la cara oeste del Makalu. |
| 1999 | Andrew Linblade Athol Whimp | Por el ascenso a la cara norte del Talía Sa gar. |
| 2000 | Lionel Daudet Sèbastien Foissac | Por el ascenso a la cara sureste de la Burkett Leedle. |
| 2001 | Thomas Huber Iwan Wolf | Primer ascenso al Shivling (Himalaya) por su pilar central. |
| 2002 | Valery Babanov | Por su escalada en solitario en el Meru Central (Himalaya Garhwal) |
| 2003 | Mick Fowler Paul Ramsden | Por una nueva ruta en la cara norte del Siguniang. |
| 2004 | Valery Babanov Yuri Koshelenko | Por el primer ascenso al Nuptse Este. |
| 2005 | Alexander Odintsov | Por el primer ascenso a la cara norte del Jannu. |
| 2006 | Steve House Vince Anderson | Por el primer ascenso en estilo alpino del Nanga Parbat. |
| 2007 | Marko Prezelj Boris Lorenčič | Por la primera ascensión de la cara noroeste del Chomolhari (Himalaya). |
| 2008 | Ceremonia cancelada | |
| 2009 | Ueli Steck Simon Anthamatten | Por la ascensión en estilo alpino de la cara norte del Tengkampoche. |
| 2009 | Kazuya Hiraide Kei Taniguchi | Por la ascensión en estilo alpino de la cara sudoeste del Kamet (Himalaya). |
| 2009 | Yusuke Sato Kazuki Amano | Nueva ruta por la cara norte del Kalanka (Himalaya). |
| 2010 | Denis Urubko Boris Dedeshko | Por iniciar una nueva ruta de la cara sudeste de Cho Oyu. |
| 2010 | Jed Brown Kyle Dempster Bruce Normand | Por la primera ascensión de la cara norte del Tian Shan. |
| 2010 | Walter Bonatti | 1º premio por los logros de toda una vida. |
| 2010 | Reinhold Messner | 2º premio por los logros de toda una vida. |
| 2011 | Yasushi Okada Katsutaka Yokoyama | Por la ascensión de la cara sudeste del Monte Logan. |
| 2011 | Sean Villanueva Nicolas Favresse Olivier Favresse Ben Ditto Bob Shepton | Por la expedición a Groelandia. |
| 2011 | Doug Scott | 3º premio por los logros de toda una vida. |
| 2012 | Mark Richey Steve Swenson Freddie Wilkinson | Por la ascensión del Saser Kangri II (7,518m, India). |
| 2012 | Nejc Marcic Luka Strazar | Por la ascensión del K7 Oeste (6,615m, Pakistán). |
| 2012 | Bjorn-Elvind Aartun Ole Lied | Reconocimiento por mención especial del jurado: Ascensión a la Torre Egger (2,685m, límite disputado entre Chile y Argentina), uno de los picos de la cadena montañosa aledaña al Cerro Torre. |
| 2012 | Robert Paragot | 4º premio por los logros de toda una vida. |
| 2013 | Tatsuya Aoki Yasuhiro Hanatani Hiroyoshi Manome | Pilar sur del Kyashar (Nepal). |
| 2013 | Mick Fowler Paul Ramsden | La proa de Shiva (India). |
| 2013 | Dmitry Golovchenko Alexander Lange Sergey Nilov | Espolón noreste de la Torre Muztagh (Pakistán). |
| 2013 | Hayden Kennedy Kyle Dempster | Arista sureste y cara sur del Baintha Brakk (Pakistán). |
| 2013 | Sébastien Bohin Didier Jourdain Sébastien Moatti Sébastien Ratel GMHM (Groupe Militaire de Haute Montagne)                                                                                           | Cara suroeste de Kamet (India). |
| 2013 | Sandy Allan Rick Allen | Arista Mazeno de Nanga Parbat (Pakistán). |
| 2013 | Kurt Diemberger | 5º premio por los logros de toda una vida. |
| 2014 | Ueli Steck | Ascenso en solitario de la cara sur del Annapurna (8091 m) en Nepal. |
| 2014 | Ian Welsted Raphael Slawinski | Cara noroeste del K6 o Pico Baltistan (7282 m) en Pakistán. |
| 2014 | John Roskelley | 6º premio por los logros de toda una vida. |
| 2015 | Aleksander Gukov Aleksey Lonchinskiy | Cara suroeste de Thamserku (6623 m) en Nepal. |
| 2015 | Aleš Česen Luka Lindič Marko Prezelj | Cara norte del Hagshu (6615 m) en India. |
| 2015 | Tommy Caldwell Alex Honnold | Travesía del Fitz Roy (3405 m) y otras seis cimas (Argentina). |
| 2015 | Chris Bonington | 7º premio por los logros de toda una vida. |
| 2016 | Mikhail Fomin Nikita Balabanov | Pilar nornoroeste y quinto ascenso del Talung (7348 m) en la frontrera India-nepalí. |
| 2016 | Paul Ramdsen Mick Fowler | Cara norte y primer ascenso del Gave Ding (6571 m) en Nepal. |
| 2016 | Jerome Sullivan Lise Billon Antoine Moineville Diego Simari | Pilar noroeste y segundo ascenso del Cerro Riso Patron (2550 m) en Chile. |
| 2016 | Marko Prezelj Urban Novak Hayden Kennedy Manu Pellissier | Cara este y segundo ascenso del Cerro Kishtwar (6173 m) en India. |
| 2016 | Wojciech Kurtyka | 8º premio por los logros de toda una vida. |
| 2017 | Nick Bullock Paul Ramdsen | Cara norte del Nyanchen (7046 m) en Tíbet. |
| 2017 | Dmitry Golovchenko Dmitry Grigoriev Sergey Nilov | Cara norte del Thalay Sagar (6904 m) en India. |
| 2017 | Jeff Lowe | 9º premio por los logros de toda una vida. |
| 2018 | Zdeněk Hák Marek Holeček | Nueva ruta en la cara sureste del Gasherbrum I (8068 m) en Pakistán. |
| 2018 | Kazuya Hiraide Kenro Nakajima | Cara noreste del Shispare (7611 m) en Pakistán. |
| 2018 | Frédéric Degoulet Benjamin Guigonnet Hélias Millerioux | Cara sur del Nuptse Nup II (7742 m) en Nepal. |
| 2018 | Andrej Štremfelj | 10º premio por los logros de toda una vida. |
| 2018 | Mención especial: Cara suroeste del Nilkantha (6596 m) en India por Chantel Astorga, Anne Gilbert Chase y Jason Thompson. A Alex Honnold por su destacada contribución a la escalada en el año 2017. | |